# حديبة مخروطية
الحديبة المخروطية (بالإنجليزية: Conoid tubercle)‏ أو الأحدوبة الغرابية (بالإنجليزية: coracoid tuberosity)‏. هي نتوء خشن يوجد في الجانب الخلفي السفلي للترقوة، بالقرب من النقطة التي ينضم إليها الجزء منشوري الشكل مع الجزء المفلطح من الترقوة.
في الوضع الطبيعي للعظام ، تعلو الحديبة المخروطية فوق الناتئ الغرابي للوح الكتف، ويتصل عليه الرباط المخروطي.